# Saint-Jean-en-Val
Saint-Jean-en-Val är en kommun i departementet Puy-de-Dôme i regionen Auvergne-Rhône-Alpes i centrala Frankrike. Kommunen ligger i kantonen Sauxillanges som tillhör arrondissementet Issoire. År 2022 hade Saint-Jean-en-Val 352 invånare.

## Befolkningsutveckling
Antalet invånare i kommunen Saint-Jean-en-Val
| Referens: INSEE |